# Stenodryas modestus
Stenodryas modestus är en skalbaggsart som först beskrevs av Charles Joseph Gahan 1906.  Stenodryas modestus ingår i släktet Stenodryas och familjen långhorningar. Inga underarter finns listade i Catalogue of Life.